# Japonia na Letnich Igrzyskach Olimpijskich 1912

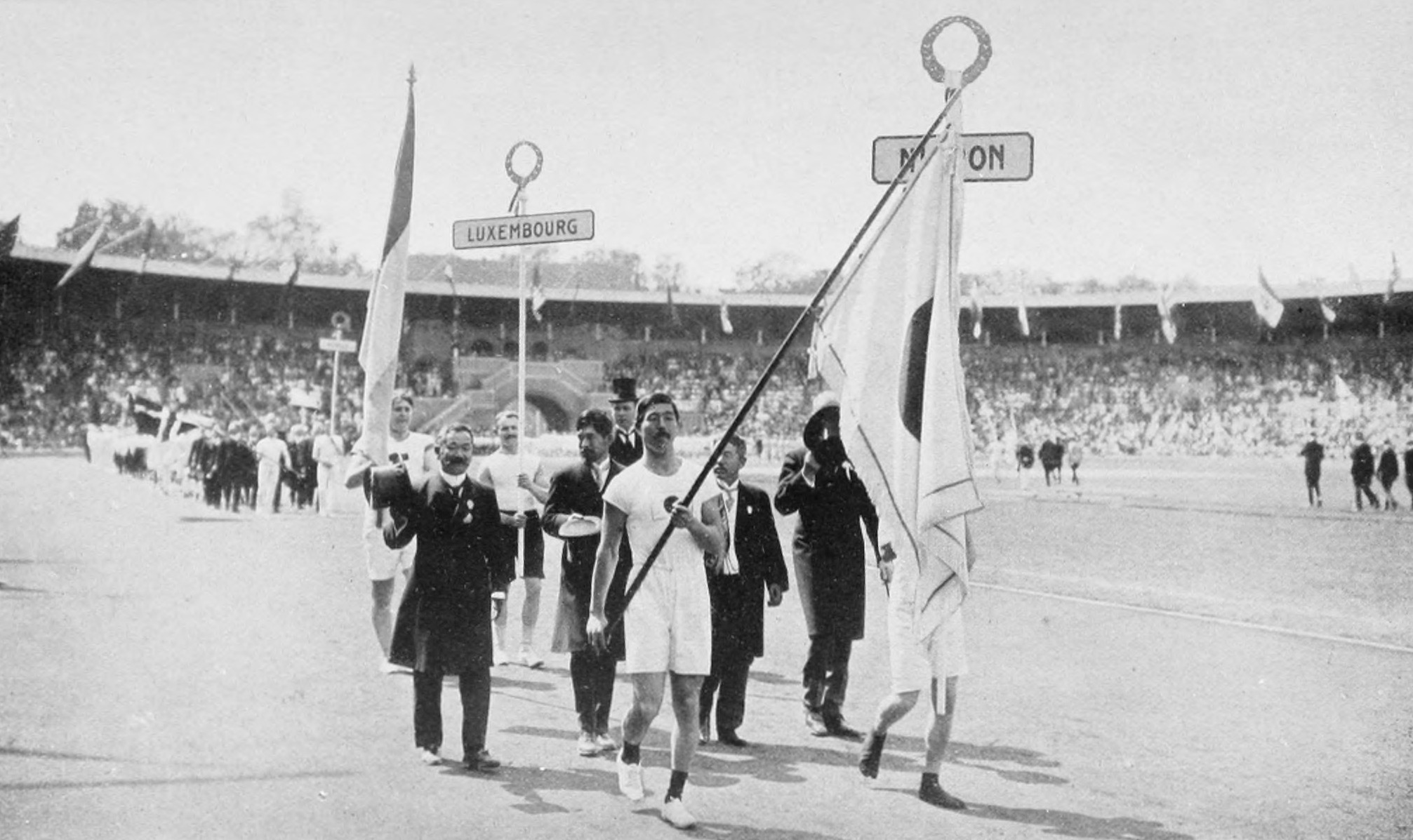
Reprezentacja Japonii podczas ceremonii otwarcia igrzysk

Reprezentacja Cesarstwa Japonii na V Letnich Igrzyskach Olimpijskich w Sztokholmie liczyła dwóch sportowców startujących w jednej z szesnastu dyscyplin sportowych. Chorążym reprezentacji był 26-letni sprinter Yahiko Mishima, a drugim reprezentantem był 20-letni maratończyk Shizō Kanakuri. W swoim debiucie olimpijskim Japończycy nie zdobyli żadnych medali.
Najlepszym wynikiem, jaki osiągnęli reprezentanci Japonii na Letnich Igrzyskach Olimpijskich 1912 było zakwalifikowanie się do półfinału biegu na 400 m mężczyzn Yahiko Mishimy, dla którego były to jedyne igrzyska olimpijskie w karierze.
Liczba japońskich sportowców biorących udział w igrzyskach w Sztokholmie była najmniejsza w historii startów tego kraju na igrzyskach olimpijskich.

## Tło startu
Kiedy baron Pierre de Coubertin formułował zasady nowożytnego olimpizmu chciał by był to ruch na skalę globalną. Jednak żadne azjatyckie państwo nie brało udziału w czterech pierwszych letnich igrzyskach olimpijskich. Kristian Hellström ze Szwedzkiego Komitetu Olimpijskiego wysłał pytanie do japońskiego rządu, czy zdecydują się wziąć udział w V Letnich Igrzyskach Olimpijskich w Sztokholmie. Rząd Japonii nie chcąc ośmieszyć się na arenie międzynarodowej przyjął zaproszenie. Za przygotowania odpowiedzialny był minister edukacji, który poprosił o pomoc Jigorō Kanō, twórcę judo. Kanō, po rozmowie z francuskim ambasadorem w Japonii i przeczytaniu wiadomości przysłanej przez Szwedów, zgodził się zostać członkiem Międzynarodowego Komitetu Olimpijskiego. Minister okazał się niechętnie współpracującą osobą, więc cała odpowiedzialność spadła na ramiona judoki. Stworzył więc Japońskie Stowarzyszenie Wychowania Fizycznego (Nippon Taiiku Kai) oraz Japońskie Stowarzyszenie Sportu Amatorskiego (Dai Nippon Tai-iku Kyokai), którego został prezydentem. Stowarzyszenie zostało następnie przekształcone w Japoński Komitet Olimpijski.

## Wyniki

### Lekkoatletyka
Pierwszą konkurencją z udziałem Japończyków był bieg na 100 metrów. Startował w niej jeden japoński zawodnik — Yahiko Mishima. Eliminacje zostały rozegrane 6 lipca. Mishima wystartował w biegu szesnastym, który okazał się najszybszym z biegów eliminacyjnych. Z nieznanym czasem Japończyk zakończył bieg na ostatnim, piątym miejscu i odpadł z dalszej rywalizacji. Konkurencję wygrał Amerykanin Ralph Craig.
10 lipca zostały rozegrane eliminacje biegu na 200 metrów. Mishima wystartował w biegu trzynastym biegu eliminacyjnym. W biegu tym liczyli się jedynie Amerykanin Young i Brytyjczyk Seedhouse, zaś Japończyk został z tyłu i z nieznanym czasem zajął czwarte miejsce i odpadł z dalszej rywalizacji. Konkurencję wygrał Amerykanin Ralph Craig.
12 lipca rozegrano eliminacje ostatniej konkurencji sprinterskiej z udziałem Mishimy — biegu na 400 metrów. Japończyk wziął udział w czwartym biegu eliminacyjnym. Jego jedynym przeciwnikiem był Szwed Paul Zerling. Przez pierwszą połowę biegu Mishima prowadził, lecz ostatecznie bieg został wygrany przez reprezentanta gospodarzy. Japończyk zakończył bieg z czasem 55,5 sekundy i zakwalifikował się do półfinału. Miał wziąć udział w półfinale czwartym, lecz nie pojawił się na starcie. Konkurencję wygrał Amerykanin Charles Reidpath.

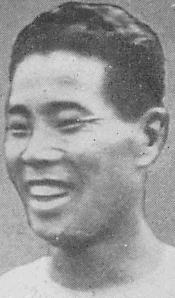
Shizō Kanakuri

Maraton na igrzyskach w Sztokholmie (rozgrywany na trasie o długości 40,2 km) odbył się 14 lipca przy temperaturze ponad 30 stopni w skali Celsjusza. Wziął w nim udział drugi z zawodników japońskich, Shizō Kanakuri. W okolicach 30. kilometra Japończyk zatrzymał się przy jednym z domów (zamieszkałym przez rodzinę Petre) i poprosił gospodarzy o szklankę wody. Po jej wypiciu zasnął, budząc się dopiero następnego dnia rano. Organizatorzy nie wiedząc gdzie znajduje się Kanakuri o pomoc w poszukiwaniach poprosili policję. Zawstydzony swoim zachowaniem lekkoatleta początkowo odmówił powrotu do ojczyzny. Konkurencję wygrał zawodnik południowoafrykański Kenneth McArthur. W 1967 roku Szwedzki Komitet Olimpijski z okazji 55. rocznicy igrzysk w Sztokholmie zaprosił Kanakuriego do występu w Maratonie Sztokholmskim. Japończyk dokończył swój bieg z igrzysk olimpijskich; czas jaki uzyskał to: 54 lata, 8 miesięcy, 6 dni, 5 godzin, 32 minuty i 20,3 sekundy.
Zawodnicy:
- Shizō Kanakuri
- Yahiko Mishima

| Zawodnik       | Konkurencja | Eliminacje | Eliminacje         | Półfinał | Półfinał | Finał | Finał |
| Zawodnik       | Konkurencja | Wynik      | Poz.               | Wynik    | Poz.     | Wynik | Poz.  |
| -------------- | ----------- | ---------- | ------------------ | -------- | -------- | ----- | ----- |
| Yahiko Mishima | 100 metrów  | b.d.       | 5. w swoim biegu   | NQ       | NQ       | NQ    | NQ    |
| Yahiko Mishima | 200 metrów  | b.d.       | 4. w swoim biegu   | NQ       | NQ       | NQ    | NQ    |
| Yahiko Mishima | 400 metrów  | 55,5       | 2. w swoim biegu Q | -        | DNS      | NQ    | NQ    |
| Shizō Kanakuri | Maraton     | —          | —                  | —        | —        | −     | DNF   |